# Delia tenuiventris
Delia tenuiventris este o specie de muște din genul Delia, familia Anthomyiidae. A fost descrisă pentru prima dată de Zetterstedt în anul 1860. Conform Catalogue of Life specia Delia tenuiventris nu are subspecii cunoscute.